# Mauro Jerónimo
Predefinição:Infobox football biography

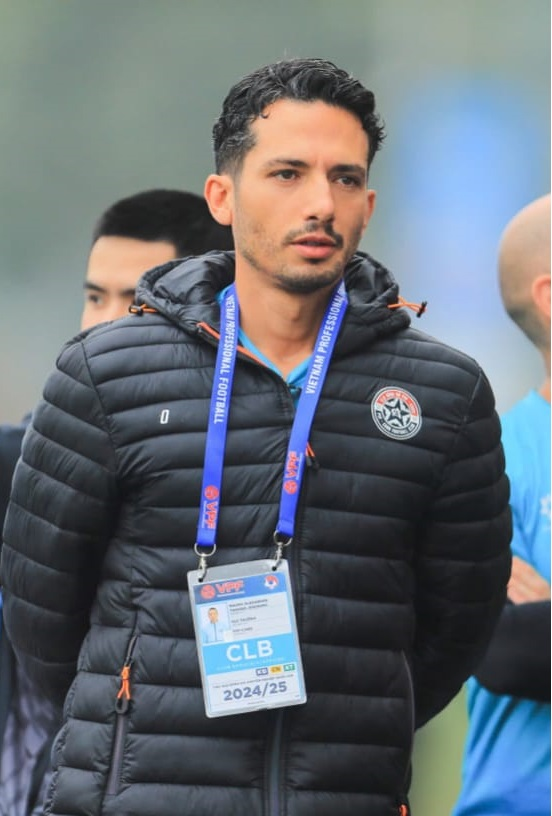

Mauro Alexandre Tavares Jerónimo (nascido a 27  de setembro de 1987 (37 anos)) é um treinador de futebol português. Iniciou a sua caminhada como técnico no treinador em contexto nacional nos escalões jovens do SL Benfica, passando ainda pelo histórico Vitória FC. Rapidamente embarcou numa aventura pelo mundo, chegando ao continente asiático e subindo a pulso. Em 2022, Mauro Jerónimo assumiu o comando técnico do PVF-CAND FC, equipa profissional associada à PVF Football Academy, considerada por muitos analistas e entidades desportivas como uma das melhores academias de futebol da Ásia. A PVF é reconhecida pelo seu centro de treinos de excelência, com múltiplos campos, alojamentos de alto nível, departamentos médicos e técnicos de topo, tendo formado diversos jogadores internacionais e estabelecido parcerias com clubes europeus. 

## Carreira como treinador
Mauro Jerónimo iniciou a sua carreira como treinador em 2008/09 nas camadas jovens do SL Benfica, com os escalões de sub-15. Prosseguiu o seu percurso como treinador-adjunto no Pinhalnovense e no Vitória de Setúbal, entre 2010 e 2015, trabalhando com jogadores em contexto sénior e de formação.
Em 2016, embarcou numa aventura internacional ao assumir funções no clube Fujian Chaoyue, da China. No ano seguinte, foi nomeado selecionador nacional de Taiwan Sub-19, reforçando o seu perfil como técnico formador em contexto asiático.
Entre 2018 e 2021, exerceu o cargo de Coordenador Técnico da seleção de Vietname Sub-21, contribuindo ativamente para o desenvolvimento do futebol juvenil do país.
Em 2022, Mauro Jerónimo assumiu o comando técnico do PVF-CAND FC, equipa profissional associada à PVF Football Academy, considerada por muitos analistas e entidades desportivas como uma das melhores academias de futebol da Ásia. A PVF é reconhecida pelo seu centro de treinos de excelência, com múltiplos campos, alojamentos de alto nível, departamentos médicos e técnicos de topo, tendo formado diversos jogadores internacionais e estabelecido parcerias com clubes europeus.
Sob a sua liderança, o PVF-CAND FC registou progressos sustentados e cimentou o estatuto na formação de atletas. Em março de 2025, anunciou a sua saída por mútuo acordo com o clube, após três épocas como treinador principal. Ao longo desta jornada, conquistou a medalha de bronze na Taça do Vietname e foi duas vezes vice-campeão da segunda liga.
A sua experiência internacional, aliada à formação em Portugal, reforça o seu perfil como um treinador moderno, focado no desenvolvimento de jovens talentos e com ambição de continuar a carreira na Europa.